# Gamsplan
Der Gamsplan, der in alten Quellen auch Merkenstein oder Großer Hengst genannt wird, ist mit einer Höhe von 1902 m ü. A. die zweithöchste Erhebung des Sengsengebirges. Der westliche Hang verläuft mäßig steil in den Oberen Knödelbodens, während der Gipfel nach Norden und Süden mit steilen Fels- und Schrofenflanken abbricht. Nach Osten ist der Gamsplan durch einen schmalen Grat mit den östlichen Gipfeln des Sengsengebirges verbunden. Auf den selten besuchten Gipfel führen nur unmarkierte Wege.